# Swartbooisdrift
Swartbooisdrift is een kleine nederzetting in Kunene in het noorden van Namibië. De plek is gelegen op de oever van de Kunenerivier direct aan de Angolese grens, aan de secundaire weg D3700. Swartbooisdrift is deel van de Epupa-kieskring. Er wonen gedurende een deel van het jaar ongeveer 150 tot 300 halfnomadische leden van de Himba, een Hererostam.
De nederzetting is genoemd naar Petrus Swartbooi, een van de stamkapiteins van de Swartbooi-Nama die het gebied in de jaren 1890 hebben geplunderd.
Swartbooisdrift heeft enige historische betekenis omdat het de plek is waar de Dorslandtrekkers de Kunene in 1881 zijn overgestoken om Angola binnen te gaan.  In 1928 is hier een tijdelijk kamp geweest toen ongeveer 1900 nazaten van de trekkers naar de Unie van Zuid-Afrika en 
vooral Zuidwest-Afrika repatrieerden. Ter herdenking aan de trekkers is een Dorslandtrekker-gedenkteken op een heuveltje vlak bij de nederzetting opgericht.
Swartbooisdrift was het administratief centrum van Kaokoland van 1925 tot 1939, waarna het beheer over het gebied werd verplaatst naar Ohopoho, het tegenwoordige Opuwo. In die tijd was hier een politiepost. Van 1939 tot 1942 was de plaats een van de wachtposten die werden ingesteld bij ondiepe gedeeltes van de Kunene, om verspreiding van miltvuur te voorkomen.
Tegenwoordig is Swartbooisdrift een arme nederzetting zonder de beschikking over energie of schoon water. Er zijn wel een kliniek en een school. De inwoners leven van de veeteelt. Ten oosten van de plaats bevindt zich een sodalietmijn.

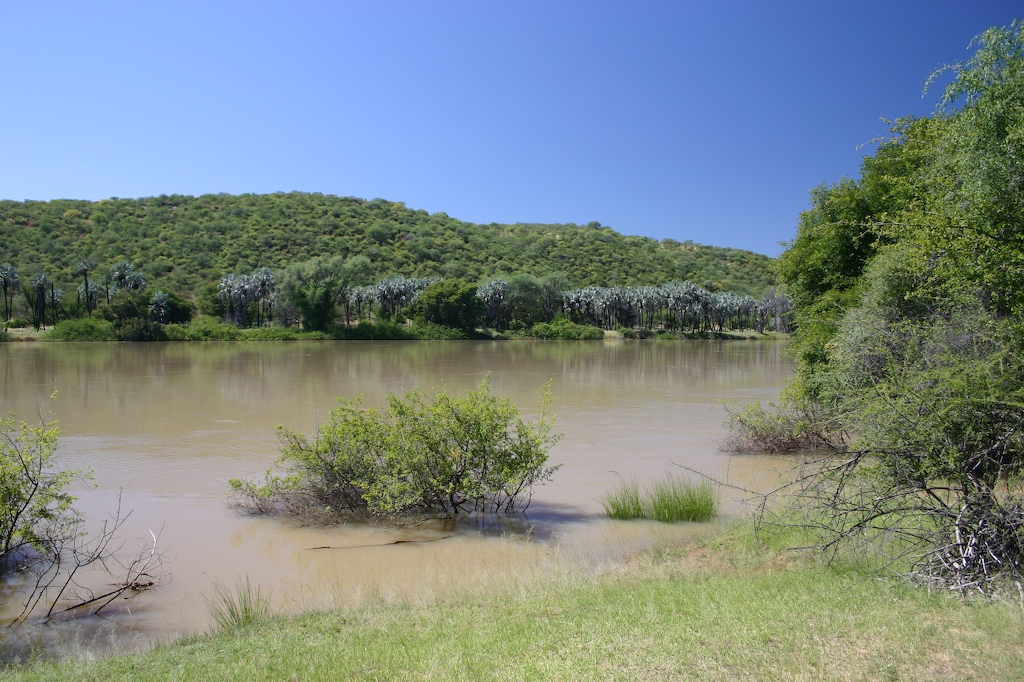
Ondiepe Kunenerivier bij Swartbooisdrift